# Дагестанский государственный медицинский университет
Дагеста́нский госуда́рственный медици́нский университе́т — высшее учебное заведение в Махачкале, готовящее специалистов в области медицины и фармацевтики.
В университете обучаются свыше 5 тысяч студентов, в том числе более 310 иностранных граждан из 40 стран мира.

## История
Образован в 1932 году как Дагестанский государственный медицинский институт, первоначально включал лишь один лечебный факультет.
В первые годы в вузе работали известные ученые профессора О.А. Байрашевский, М. С. Доброхотов, А. В. Россов, В. А. Чудносоветов, Ф. Р. Бородулин, А. Г. Подварко, Г. П. Руднев и другие.
Выпускником 1937 г. является Александр Федорович Серенко.
В 1964 году открылось вечернее отделение лечебного факультета, в 1965 году — стоматологический факультет, в 1969 году — педиатрический факультет, в 1974 году - подготовительное отделение, в 1983 году - факультет усовершенствования врачей, в 1986 — подготовительный факультет для иностранных граждан, в 1987 — факультет по работе с иностранными гражданами, в 1991 — Центральная научно-исследовательская лаборатория, в 1994 был образован специализированный Совет по защите докторских и кандидатских диссертаций.
В 1976 году институт стал вузом первой категории. В 1982 году вуз награждён орденом Дружбы народов.
В 1995 году получил статус академии, а в 2016 году — университета.
Всего выпущено более 27 тыс. врачей.
В ДГМУ свыше 700 преподавателей, в том числе академики МАМН и НАН РД братья Гаджимирзаевы Гаджимурад и Гаджимирза (умер в 2011 году), академик НАН РД Шамиль Омаров, 116 докторов наук и 66 профессоров, 418 кандидатов наук и 179 доцентов.

## Структура
Факультеты (5)
- Лечебный
- Педиатрический
- Стоматологический
- Медико-профилактический
- Фармацевтический

Включает 75 кафедр.
А также: НИИ экологии человека горных территорий, консультативно-диагностическая поликлиника, медицинский колледж, центр трудоустройства выпускников университета, информационно-вычислительный отдел, центр технического обеспечения, аналитический отдел, Интернет-центр, научная медицинская библиотека, спортивный комплекс, издательско-полиграфический центр.
На территории университета установлен памятник медикам, погибшим в борьбе с COVID-19, который представляет собой две стелы с благодарственной надписью и фигуру врача в защитном костюме, присевшего от усталости на пол.

## Руководители
| Годы      | Ректор                              |
| --------- | ----------------------------------- |
| 1932—1935 | Нахибашев, Муслим Юсупович          |
| 1935—1936 | Кумаритов, Михаил Григорьевич       |
| 1937—1939 | Бородулин, Феодосий Романович       |
| 1936—1939 | Байрашевский, Омар Алиевич (и.о.)   |
| 1939—1943 | Шаров, Иван Иванович                |
| 1943—1947 | Яникиан, Могуч Сергеевич            |
| 1947—1954 | Алибеков, Серажутдин Юсупович       |
| 1954—1959 | Нагорный, Михаил Тимофеевич         |
| 1959—1984 | Максудов, Магомед Магомедович       |
| 1984—1998 | Голубев, Аркадий Михайлович         |
| 1998—2013 | Османов, Абдурахман Османович       |
| 2013—2016 | Ахмедов, Джалалутдин Расулович      |
| 2016—2021 | Маммаев, Сулейман Нураттинович      |
| 2021      | Моллаева Наида Раджабовна (и.о.)    |
| 2021      | Рагимов Разим Мирзекеримович (и.о.) |
| 2021—н.в. | Ханалиев, Висампаша Юсупович        |